# Lorenzo Zepeda
Lorenzo Zepeda fue Senador designado en la República de El Salvador del 1 al 7 de febrero de 1858.

## Biografía
Nació en Sonsonate. 
En 1848, resultó elegido Diputado suplente para el Distrito de Metapán, siendo propietario el señor Mariano Hernández.
A finales del diciembre de 1857 fue elegido senador propietario de Santa Ana. Su mando ejecutivo fue de transición y lo recibió de don Rafael Campo, se le fue entregado el cargo por estar ausentes de la capital el presidente y vicepresidente electos, los generales Miguel Santín del Castillo y Joaquín Eufrasio Guzmán.
El 7 de febrero de 1858 entregó el Gobierno al presidente electo, general Miguel Santín del Castillo. Cuando en junio el presidente Santín determinó retirarse a sus haciendas, se llamó al vicepresidente a tomar cargo del poder ejecutivo. Pero cuando el vicepresidente se excusó del cargo, se invitó al señor Zepeda, quien también se excusó por su enfermedad. Murió en Metapán en el 20 de diciembre de 1858 por causa de su larga enfermedad.
1. ↑  «Elecciones». Gaceta del Gobierno Supremo del Estado del Salvador (Tomo 1 Número 42) (San Salvador). 14 de enero de 1848. p. 166. Consultado el 25 de abril de 2019.
2. ↑  «Representantes electos a las próximas Cámaras, de cuya elección se tiene conocimiento en el Ministerio del Interior». Gaceta del Salvador (Tomo 6 Número 70) (Cojutepeque). 26 de diciembre de 1857. p. 1. Consultado el 8 de julio de 2018.
3. ↑  «Fallecimiento». Gaceta del Salvador (Tomo 7 Número 67) (San Salvador). 5 de enero de 1859. p. 3. Consultado el 7 de julio de 2018.

| Predecesor: Rafael Campo | Presidente de El Salvador 1858 | Sucesor: Miguel Santín del Castillo |

- Datos: Q3444106